# لويس أرياس (لاعب كرة قدم)
لويس أرياس (بالإسبانية: Luis Arias)‏ هو لاعب كرة قدم أرجنتيني في مركز الدفاع، ولد في 19 أبريل 1991 في إيسيدرو كاسانوفا في الأرجنتين. لعب مع نادي ألميرانته براون.

## وصلات خارجية
- لويس أرياس (لاعب كرة قدم) على موقع قاعدة بيانات كرة القدم.إي يو (الإنجليزية)
- لويس أرياس (لاعب كرة قدم) على موقع Soccerway.com (الإنجليزية)